# Столинский район
Сто́линский райо́н (бел. Столінскі раён) — административная единица Брестской области Республики Беларусь. Административный центр — город Столин. Является крупнейшим по площади районом страны.
Численность населения — 67 763 человек (на 1 января 2025 года).

## География
Район находится на юго-востоке Брестской области. Территория района — 3342 км² (1-е место среди районов). Район граничит с Пинским и Лунинецким районами Брестской области, а также Житковичским и Лельчицким районами Гомельской области. На юге Столинский район граничит с Сарненским районом Ровненской области Украины. Ряд населённых пунктов Городнянского, Речицкого и Стружского сельсоветов находятся в пограничной зоне, для которой действует особый режим посещения. Протяжённость Столинского района с запада на восток составляет 100 км, с севера на юг — более 70 км. Рельеф равнинный, перепады высот незначительные. Из полезных ископаемых встречаются торф, глины, пески, горючие сланцы и бурый уголь.
Крупнейшие реки — Припять (на севере, на границе с Лунинецким и Пинским районами) и её приток Горынь, на которой расположены все городские поселения. Другие крупные реки — Льва (Моства), Ствига и Стырь.
Крупный болотный массив Ольманские болота находится на юго-востоке района.

## Геральдика
Герб утверждён решением Столинского районного исполнительного комитета от 27 ноября 1998 года № 786. Зарегистрирован в Гербовом матрикуле Республики Беларусь 25 декабря 1998 года № 33.

## История
В 1520 году из Берестейского повета Подляшского воеводства Великого княжества Литовского, Руского, Жемаитского и иных было образовано Берестейское воеводство в составе двух поветов — Берестейского и Пинского. В 1791 году был выделен Пинско-Заречный повет с центром в Плотнице, который в 1792 году был переименован в Запинецкий (Запинский) повет, а его центром стал Столин. В 1793 году в результате второго раздела Речи Посполитой Запинский повет был включён в состав Российской империи. В 1921 году территория нынешнего района отошла к Польше, а в 1922 году поляками был создан Столинский повет. После присоединения к БССР Западной Белоруссии в 1939 году, Столинский повет вошёл в состав Пинской области.
Столинский район был образован из Столинского повета 15 января 1940 года в составе Пинской области. 8 января 1954 года Столинский район после упразднения Пинской области вошёл в состав Брестской области. 19 января 1961 года в результате упразднения Давид-Городокского района вся его территория (город Давид-Городок и 8 сельсоветов) была передана Столинскому району.
25 декабря 1962 года в Белорусской ССР образован Столинский район.
В начале 1960-х годов в Ольманских болотах на юго-востоке района был создан 41-й авиационный полигон (Мерлинский), на котором производилась отработка бомбометания. Ради создания полигона несколько населённых пунктов были отселены. Среди жителей окрестных деревень распространены слухи, будто уровень радиации на болотах повысился задолго до катастрофы на Чернобыльской АЭС.
20 октября 1995 года административные единицы Столинский район и город Столин, имеющие общий административный центр, объединены в одну административную единицу — Столинский район.

## Население
Численность населения — 67 763 человек (на 1 января 2025 года), в том числе городское — 25 230 человек (Столин — 14 034 человек, Давид-Городок — 5 658 человек, Речица — 5 538 человек), сельское — 42 533 человек.
Население района составляет 69 462 человек (1 января 2023 года). В районе находятся 99 населённых пунктов, включая города Столин (13 460 человек) и Давид-Городок (5851 человек), а также рабочий посёлок Речица (6074 человека). На 1 января 2018 года городское население — 25 385 (34,7 %), сельское — 47 716 (65,3 %).
На 1 января 2018 года 23,1 % населения района было в возрасте моложе трудоспособного, 50,5 % — в трудоспособном, 26,4 % — старше трудоспособного. Ежегодно в районе рождается 980—1150 детей и умирает 1050—1350 человек. Коэффициент рождаемости в 2017 году — 13,4, смертности — 14,9. В 2017 году в районе было заключено 440 браков (6 на 1000 человек) и 141 развод (1,9). Уровень разводов в Столинском районе самый низкий в Брестской области.
По переписи населения 1959 года, в Столинском районе проживало 54 436 человек, в Давид-Городокском районе (располагался на востоке современного Столинского района) — ещё 46 766 человек (всего — 101 202 человека).
| Численность населения (по годам) | Численность населения (по годам) | Численность населения (по годам) | Численность населения (по годам) | Численность населения (по годам) | Численность населения (по годам) | Численность населения (по годам) | Численность населения (по годам) | Численность населения (по годам) | Численность населения (по годам) | Численность населения (по годам) |
| 1996                             | 2001                             | 2002                             | 2003                             | 2004                             | 2005                             | 2006                             | 2007                             | 2008                             | 2009                             | 2010                             |
| -------------------------------- | -------------------------------- | -------------------------------- | -------------------------------- | -------------------------------- | -------------------------------- | -------------------------------- | -------------------------------- | -------------------------------- | -------------------------------- | -------------------------------- |
| 90 800                           | ▼88 291                          | ▼87 642                          | ▼86 946                          | ▼86 104                          | ▼85 367                          | ▼84 522                          | ▼83 557                          | ▼82 827                          | ▼81 845                          | ▼80 638                          |
| 2011                             | 2012                             | 2013                             | 2014                             | 2015                             | 2016                             | 2017                             | 2018                             | 2019                             | 2020                             | 2021                             |
| ▼79 354                          | ▼78 173                          | ▼77 162                          | ▼76 129                          | ▼74 956                          | ▼73 844                          | ▼73 315                          | ▼72 874                          | ▼72 398                          | ▼72 032                          | ▼71 297                          |
| 2022                             | 2023                             | 2024                             | 2025                             | 2026                             |                                  |                                  |                                  |                                  |                                  |                                  |
|                                  | ▼69 462                          | ▼68 640                          | ▼67 763                          |                                  |                                  |                                  |                                  |                                  |                                  |                                  |

| Национальный состав по переписи 2019 года                                 | Национальный состав по переписи 2019 года | Национальный состав по переписи 2019 года | Национальный состав по переписи 2019 года | Национальный состав по переписи 2019 года | Национальный состав по переписи 2019 года | Национальный состав по переписи 2019 года | Национальный состав по переписи 2019 года | Национальный состав по переписи 2019 года | Национальный состав по переписи 2019 года | Национальный состав по переписи 2019 года |
| Всего (2019)                                                              | белорусы                                  | белорусы                                  | русские                                   | русские                                   | украинцы                                  | украинцы                                  | цыгане                                    | цыгане                                    | поляки                                    | поляки                                    |
| ------------------------------------------------------------------------- | ----------------------------------------- | ----------------------------------------- | ----------------------------------------- | ----------------------------------------- | ----------------------------------------- | ----------------------------------------- | ----------------------------------------- | ----------------------------------------- | ----------------------------------------- | ----------------------------------------- |
| 72 161                                                                    | 69 180                                    | 95,87 %                                   | 1116                                      | 1,55 %                                    | 615                                       | 0,85 %                                    | 181                                       | 0,25 %                                    | 103                                       | 0,14 %                                    |
| 72 161                                                                    | азербайджанцы                             | азербайджанцы                             | евреи                                     | евреи                                     | татары                                    | татары                                    | молдаване                                 | молдаване                                 | литовцы                                   | литовцы                                   |
| 72 161                                                                    | 16                                        | 0,02 %                                    | 15                                        | 0,02 %                                    | 9                                         | 0,01 %                                    | 7                                         | 0,01 %                                    | 7                                         | 0,01 %                                    |
|                                                                           |                                           |                                           |                                           |                                           |                                           |                                           |                                           |                                           |                                           |                                           |
| Национальный состав по переписи 2009 года                                 |                                           |                                           |                                           |                                           |                                           |                                           |                                           |                                           |                                           |                                           |
| Всего (2009)                                                              | белорусы                                  | белорусы                                  | русские                                   | русские                                   | украинцы                                  | украинцы                                  | поляки                                    | поляки                                    | цыгане                                    | цыгане                                    |
| 80 695                                                                    | 78 499                                    | 97,28 %                                   | 932                                       | 1,15 %                                    | 751                                       | 0,93 %                                    | 164                                       | 0,2 %                                     | 84                                        | 0,1 %                                     |
| 80 695                                                                    | армяне                                    | армяне                                    | азербайджанцы                             | азербайджанцы                             | литовцы                                   | литовцы                                   | молдаване                                 | молдаване                                 | удмурты                                   | удмурты                                   |
| 80 695                                                                    | 15                                        | 0,02 %                                    | 12                                        | 0,01 %                                    | 9                                         | 0,01 %                                    | 6                                         | 0,01 %                                    | 6                                         | 0,01 %                                    |
|                                                                           |                                           |                                           |                                           |                                           |                                           |                                           |                                           |                                           |                                           |                                           |
| Национальный состав по переписи 1959 года (без Давид-Городокского района) |                                           |                                           |                                           |                                           |                                           |                                           |                                           |                                           |                                           |                                           |
| Всего (1959)                                                              | белорусы                                  | белорусы                                  | русские                                   | русские                                   | украинцы                                  | украинцы                                  | поляки                                    | поляки                                    | евреи                                     | евреи                                     |
| 54 463                                                                    | 52 516                                    | 96,43 %                                   | 942                                       | 1,73 %                                    | 524                                       | 0,96 %                                    | 351                                       | 0,64 %                                    | 23                                        | 0,04 %                                    |

| Коэффициенты рождаемости и смертности:                                                          |
| Графики недоступны из-за технических проблем. См. информацию на Фабрикаторе и на mediawiki.org. |
| Коэффициенты браков и разводов                                                                  |
| Графики недоступны из-за технических проблем. См. информацию на Фабрикаторе и на mediawiki.org. |

## Административное деление
На территории района Давид-Городокский горисполком и 19 сельсоветов:
- Белоушский
- Бережновский
- Большемалешевский
- Велемичский
- Видиборский
- Глинковский
- Городнянский
- Лядецкий
- Маньковичский
- Ольшанский
- Плотницкий
- Радчицкий
- Ремельский
- Речицкий
- Рубельский
- Рухчанский
- Стружский
- Федорский
- Хоромский

## Транспорт
Через район проходит железная дорога Ровно — Сарны — Лунинец — Барановичи — Лида.
| Автодороги, проходящие через Столинский район                            | Обозначения |
| ------------------------------------------------------------------------ | ----------- |
| Столин — Пинск — Логишин — Ивацевичи                                     | Р6          |
| Житковичи — Давид-Городок — Столин — граница Украины (Верхний Теребежов) | Р88         |

Ближайшие автомобильные мосты через Припять, связывающие район с остальной частью страны, находятся в Житковичском и Пинском районах.

## Экономика
Выручка от реализации продукции, товаров, работ, услуг за 2017 год составила 414,6 млн рублей (около 207 млн долларов), в том числе 186,3 млн рублей пришлось на сельское, лесное и рыбное хозяйство, 70,2 млн на промышленность, 23,2 млн на строительство, 109,3 млн на торговлю и ремонт, 25,6 млн на прочие виды экономической деятельности.

### Промышленность
Крупнейшие промышленные предприятия района:
- Горынский комбинат строительных материалов (посёлок Речица; производит керамику, в том числе огнеупорные кирпичи)
- Спиртоводочный завод КУПП «Маньковичи»
- ОАО «Давид-Городокский электромеханический завод» (460 сотрудников; производит электрические паяльники, обогреватели, звонки, приводы для СВЧ-печей и других приборов, комплектующие к холодильникам «Атлант»[41])
- ОАО «Горынский агрокомбинат» (посёлок Речица; плодоовощные консервы)
- ОАО «Торфопредприятие Глинка» (торфяные брикеты и торф для сельского хозяйства)
- Филиал ОАО «Савушкин продукт» (Столин; производит твёрдые сыры)
- Филиалы ОАО «Берестейский пекарь» (Столинский и Давид-Городокский хлебозаводы)
- Филиал Столинского райпо «Столинзаготпромторг»
- КУПП «Столинская типография»[42]

### Сельское хозяйство
В 2017 году сельскохозяйственные организации района собрали 81,4 тыс. т зерновых и зернобобовых культур при урожайности 38,1 ц/га, 34,1 тыс. т сахарной свёклы при урожайности 445 ц/га. Под зерновые культуры в 2017 году было засеяно 21,3 тыс. га пахотных площадей, под сахарную свёклу — 0,8 тыс. га, под кормовые культуры — 29,3 тыс. га.
На 1 января 2018 года в сельскохозяйственных организациях района содержалось 80,7 тыс. голов крупного рогатого скота, в том числе 21,3 тыс. коров, а также 192,2 тыс. голов птицы (без учёта личных хозяйств населения). В 2017 году сельскохозяйственные организации района реализовали 16,3 тыс. т мяса скота и птицы и произвели 105,4 тыс. т молока.
Район известен инициативой фермерских хозяйств и частных лиц по возделыванию огурцов. Агрогородок Ольшаны в СМИ называют «Огуречной столицей Беларуси». За сезон на личных участках района выращивается более 100 тысяч тонн огурцов и помидоров. Распространено также выращивание на продажу капусты и семян цветов, а также сбор ягод (в частности, клюквы).

### Внешнеэкономическая деятельность
| №      | Страна | Оборот     | Экспорт    | Импорт   |
| ------ | ------ | ---------- | ---------- | -------- |
| Товары |        |            |            |          |
| 1.     | Китай  | 14 032,3 $ | 13 941,5 $ | 90,8 $   |
| 2.     | Россия | 5 503,6 $  | 4 827,1 $  | 676,5 $  |
| 3.     | Польша | 3311,4 $   | 2122,9 $   | 1188,5 $ |
| Услуги |        |            |            |          |
| 1.     | Россия | 1827,3 $   | 1821,5 $   | 5,8 $    |
| 2.     | Польша | 912,5 $    | 912,5 $    | —        |
| 3.     | Литва  | 633,3 $    | 633,3 $    | —        |

* показатели указаны в тысячах долларов США

## Образование
В 2017 году в районе насчитывалось 43 учреждения дошкольного образования, которые обслуживали 2663 ребёнка. В 45 учреждениях общего среднего образования в 2017/2018 учебном году обучались 10 939 детей, учебный процесс обеспечивали 1338 учителей. В районе действует одно учреждение среднего специального образования — Столинский государственный аграрно-экономический колледж. Единственное учреждение профессионально-технического образования — Столинский государственный аграрный колледж (ранее-профессиональный лицей сельскохозяйственного производства).

## Культура

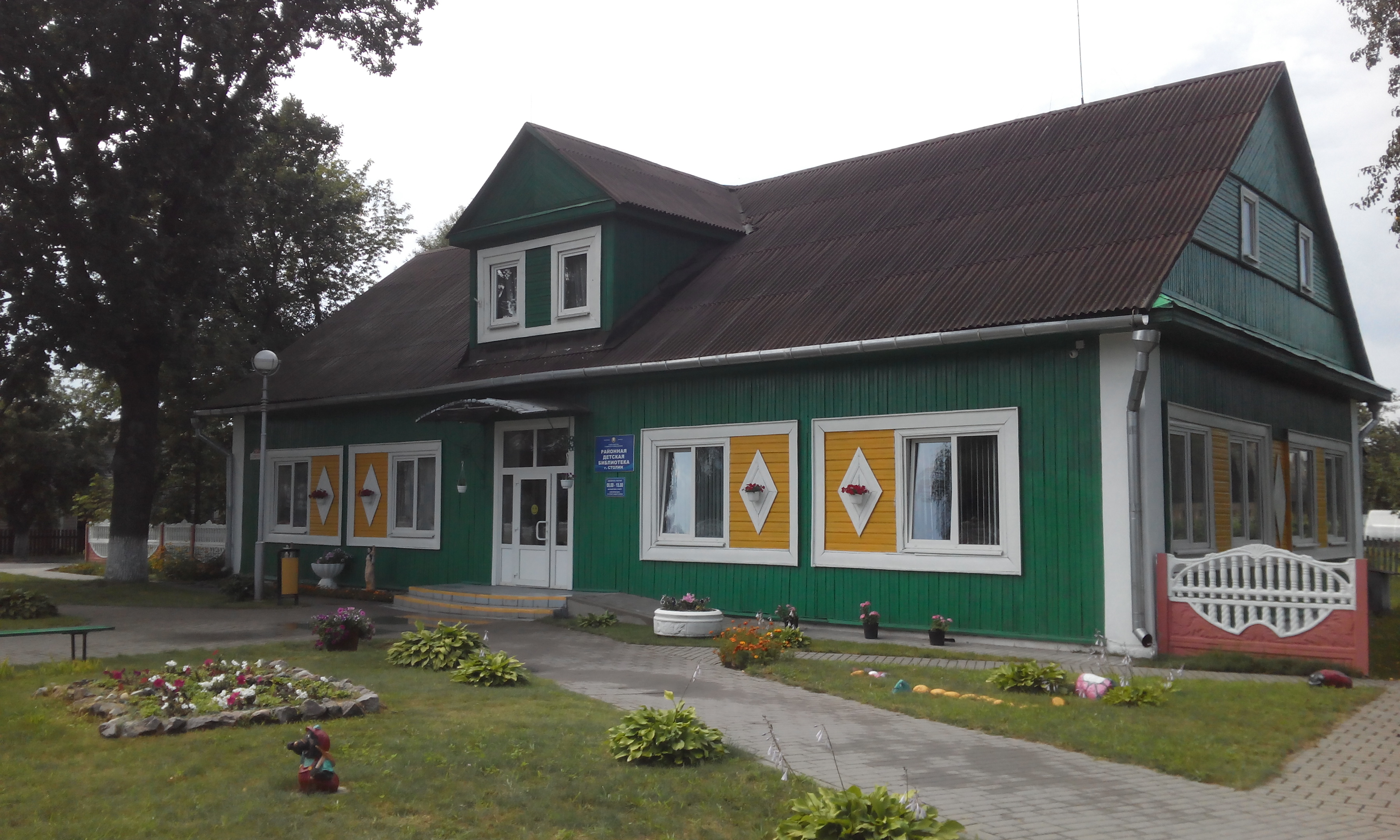
Детская библиотека в Столине

В 2016 году в Столинском районе действовало 48 публичных библиотек с фондом 494,4 тыс. экземпляров книг и журналов. Численность пользователей составила 27,8 тыс. человек, было выдано 448,6 тыс. экземпляров книг и журналов.
В 2016 году в Столинском районном краеведческом музее насчитывалось 16,4 тыс. музейных предметов основного фонда. За год музей посетили 9 тыс. человек.
Филиалы музея:
- Музей-усадьба гончара (расположен в д. Городная)

- Давид-Городокский музей истории города (расположен в г. Давид-Городок)
- Речицкий музей народной славы (расположен в р. п. Речица)

Также расположены:
- Народный музей этнографии в д. Теребличи
- Центр деревянной скульптуры в д. Теребличи

### Религия
В районе зарегистрировано 78 религиозных общин — 41 православная, 25 христиан веры евангельской (пятидесятников), 6 евангельских христиан-баптистов, по 3 — римско-католических и адвентистов седьмого дня.

## События и мероприятия
- 25-26 августа 2023 года XVII Республиканский экологический форум. В рамках XVII Республиканского экологического форума 25 августа 2023 года в Столине в парке «Маньковичи» заложена дубово-липовая аллея, 26 августа 2023 года у деревни Дубенец на водохранилище «Великие Орлы» состоялось зарыбление водохранилища, около деревни Теребличи открыт заказник местного значения «Пойма Львы».
- 26-27 августа 2023 года фестиваль «Полесская нива—2023» в агрогородке Ремель в рамках XVII Республиканского экологического форума.

## Достопримечательности
- Здание бывшей синагоги в Столин —  Историко-культурная ценность Республики Беларусь, шифр 112Г000662
- Церковь Вознесения Господня в Столин (1938)
- У деревни Хотомель находится археологический памятник Хотомельское городище, где в VІІ — VIII веках существовал славянский протогород, крупный межплеменной центр[55].
- Церковь Троицы Живоначальной в аг. Белоуша
- Свято-Николаевская церковь в Коротичи
- Воскресенская церковь в Ольгомель
- Церковь Святой Марии Магдалины в Ольгомель
- Церковь в честь Рождества Христова в Толмачево
- Усадебно-парковый комплекс Олешей в Ново-Бережное
- Церковь Рождества Пресвятой Богородицы в д. Дубенец
- Деревянная церковь пророка Ильи в Велемичи
- Церковь Св. Николая в аг. Дубой
- Костёл Св. Девы Марии в Осовая
- Церковь Св. Михаила Архангела в Видибор
- Приход храма Св. великомученицы Параскевы Пятницы в Глинка
- Свято-Троицкая церковь в Городная
- Свято-Георгиевская церковь в Лядец
- Дворцово-парковый комплекс в Маньковичи
- Церковь Святой Иулиании Ольшанской в Ольшаны
- Церковь Св. Параскевы Пятницы в Ольшаны
- Церковь Св. Иоанна Богослова в Семигостичи
- Свято-Покровская церковь в аг. Плотница
- Свято-Покровская церковь в Стахово
- Церковь Рождества Пресвятой Богородицы в Радчицк
- Церковь Святого Дмитрия Солунского в Колодное
- Свято-Михайловская церковь (нач. XIX в.) в Овсемирово
- Свято-Михайловская церковь (1762) в Ремель
- Церковь Святой Троицы (деревянная, 1893 г.) в Оздамичи
- Церковь Рождества Христова (1928) в Бухличи
- Свято-Николаевская церковь (1912 г) в Ворони
- Свято-Ильинская церковь, 1872 г. в Нижний Теребежов
- Церковь Св. Михаила Архангела в аг. Рубель
- Свято-Николаевская церковь в аг. Рухча-1
- Свято-Михайловская церковь (начало XX века) в аг. Струга
- Деревянная Воскресенская церковь в Ольманы
- Православная церковь в Федоры
- Свято-Троицкая часовня, XIX век в Хорск
- Мемориал на месте массового захоронения жертв фашизма в урочище Стасино

### Памятник природы, заказник
- Болотный массив «Ольманские болота».
- Заказник «Средняя Припять».
- Заказники «Ястребель», «Рухчанский».
- Ботанические памятники природы местного значения «Нижний Теребежов» (Нижний Теребежов) и «Парк «Ново-Бережновский» (Ново-Бережное).
- Клюквенные заказники — в Колоднянском и Нижне-Теребежовском лесничествах Столинского лесхоза.
- Заказник местного значения «Пойма Львы»[56]. Около деревни Теребличи.
- Парк «Маньковичи». В усадебном парке находится краеведческий музей Столина. В нём действует 4 экспозиции: археологическая, историческая, этнографическая, природная. Возле здания музея сложены камни с древними петроглифами, найденные под алтарной частью бывшего столинского костёла Рождества Богородицы.
- Пихты кавказские — ботанический памятник природы.

## Галерея

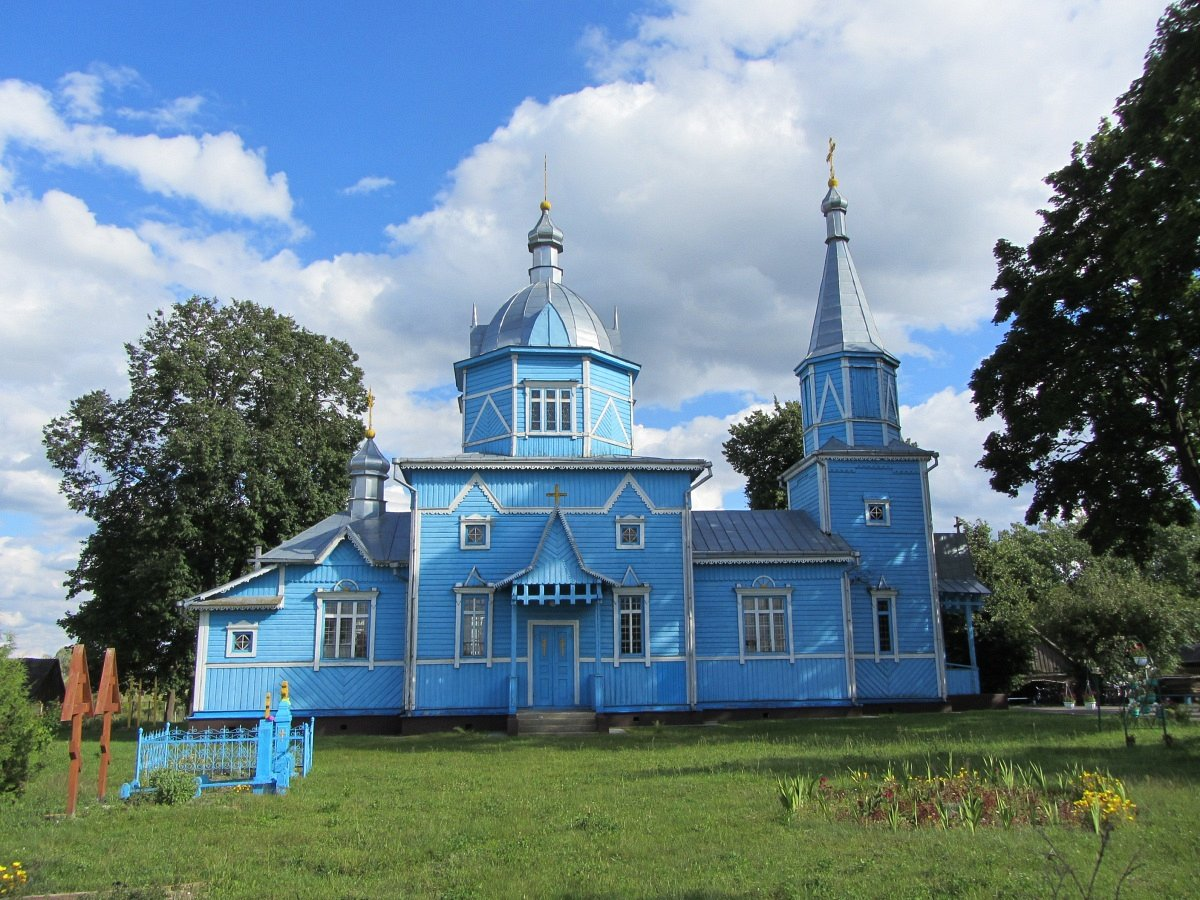
Церковь Троицы Живоначальной в аг. Белоуша
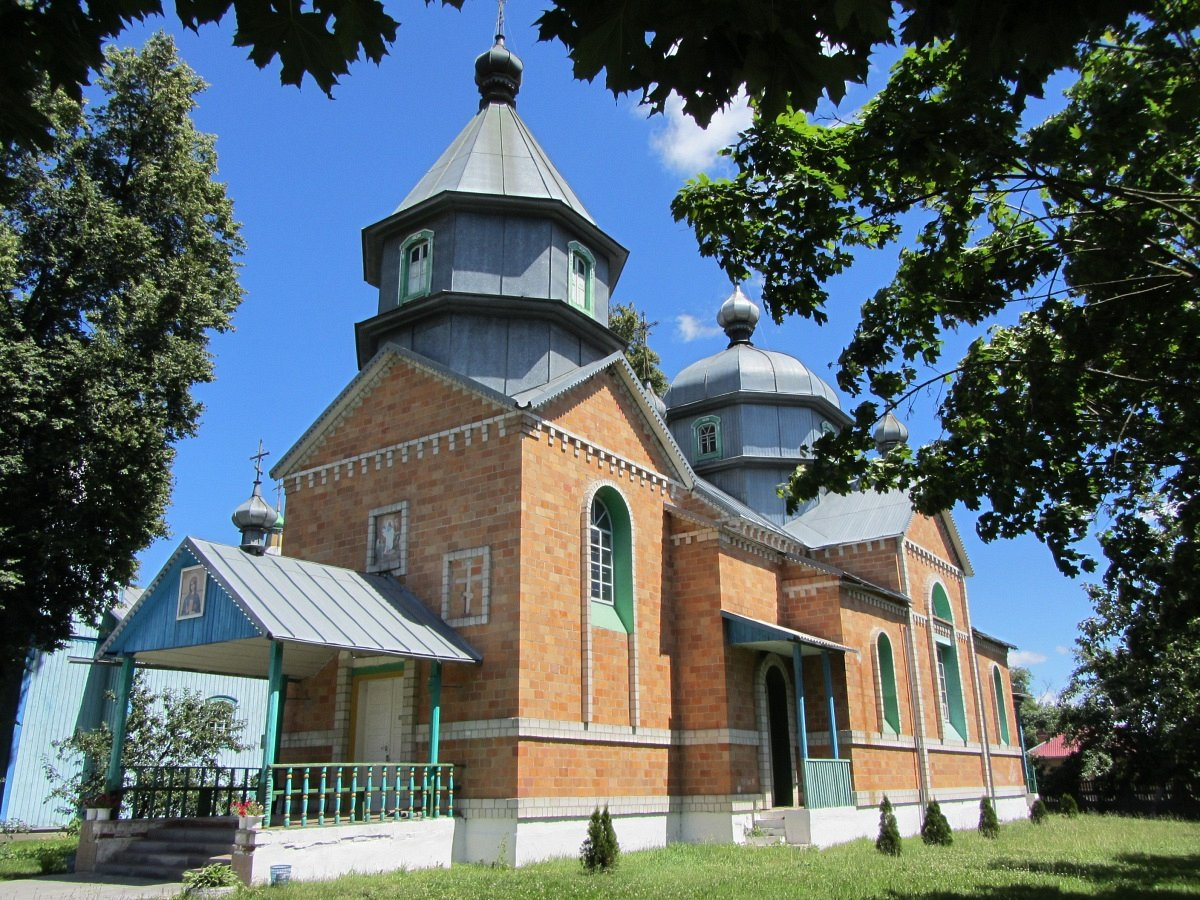
Церковь Святой Марии Магдалины в Ольгомель
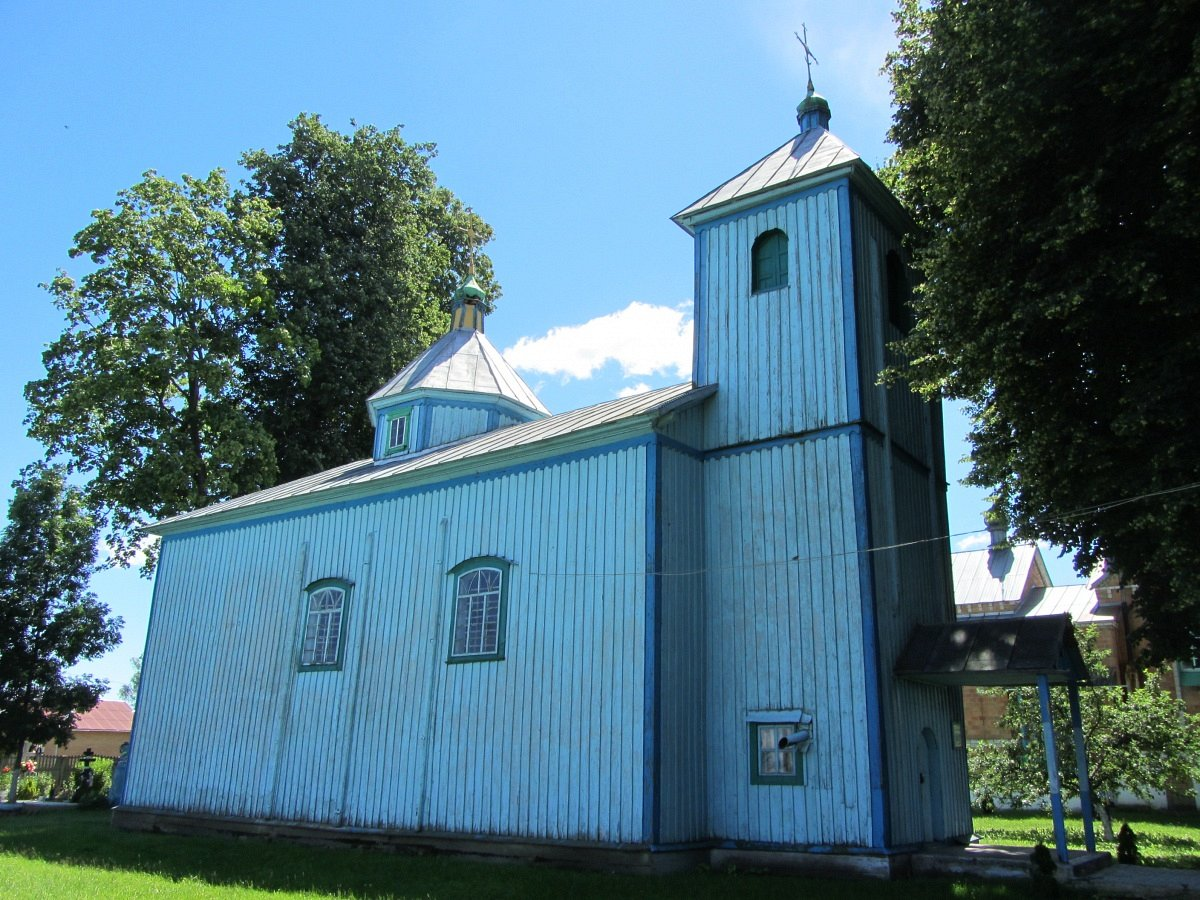
Воскресенская церковь в Ольгомель
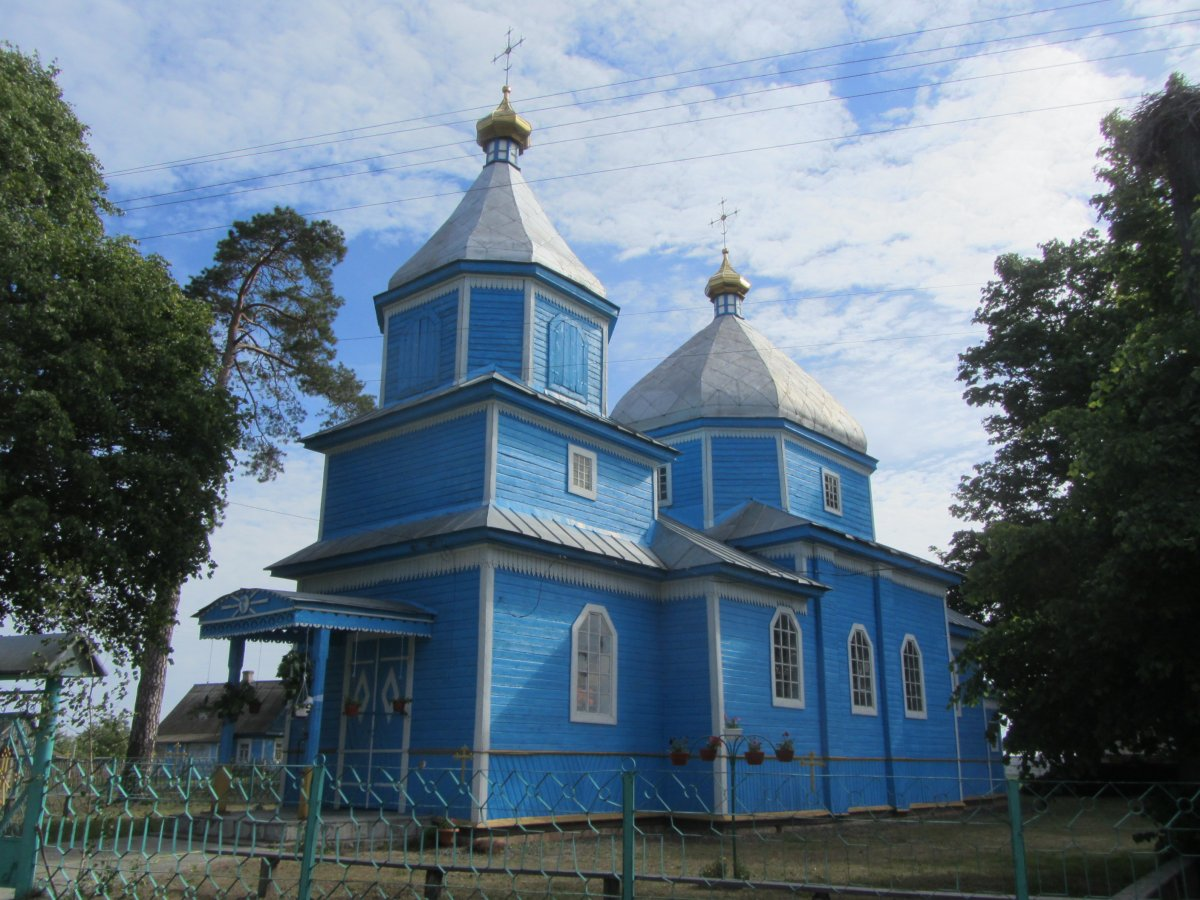
Церковь Рождества Пресвятой Богородицы в д. Дубенец
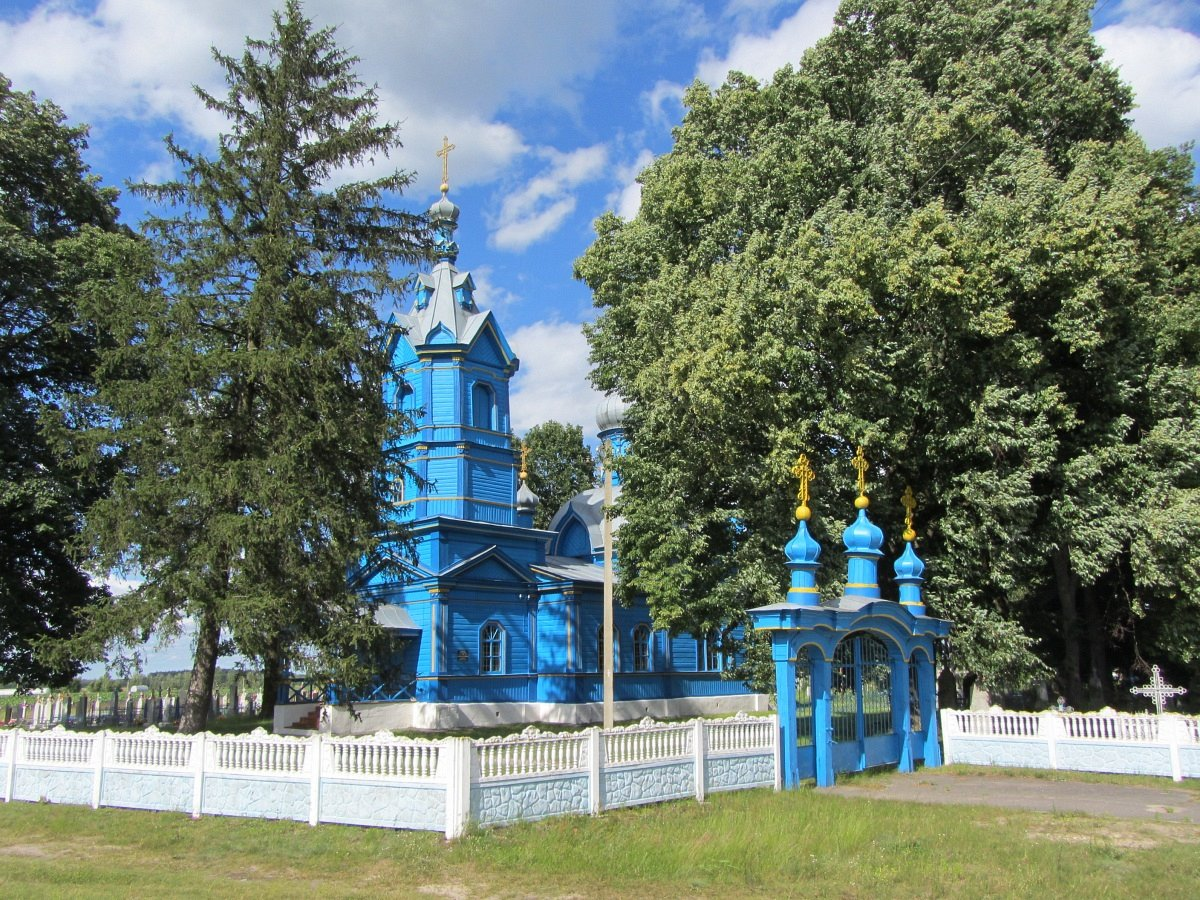
Церковь Св. Николая в аг. Дубой
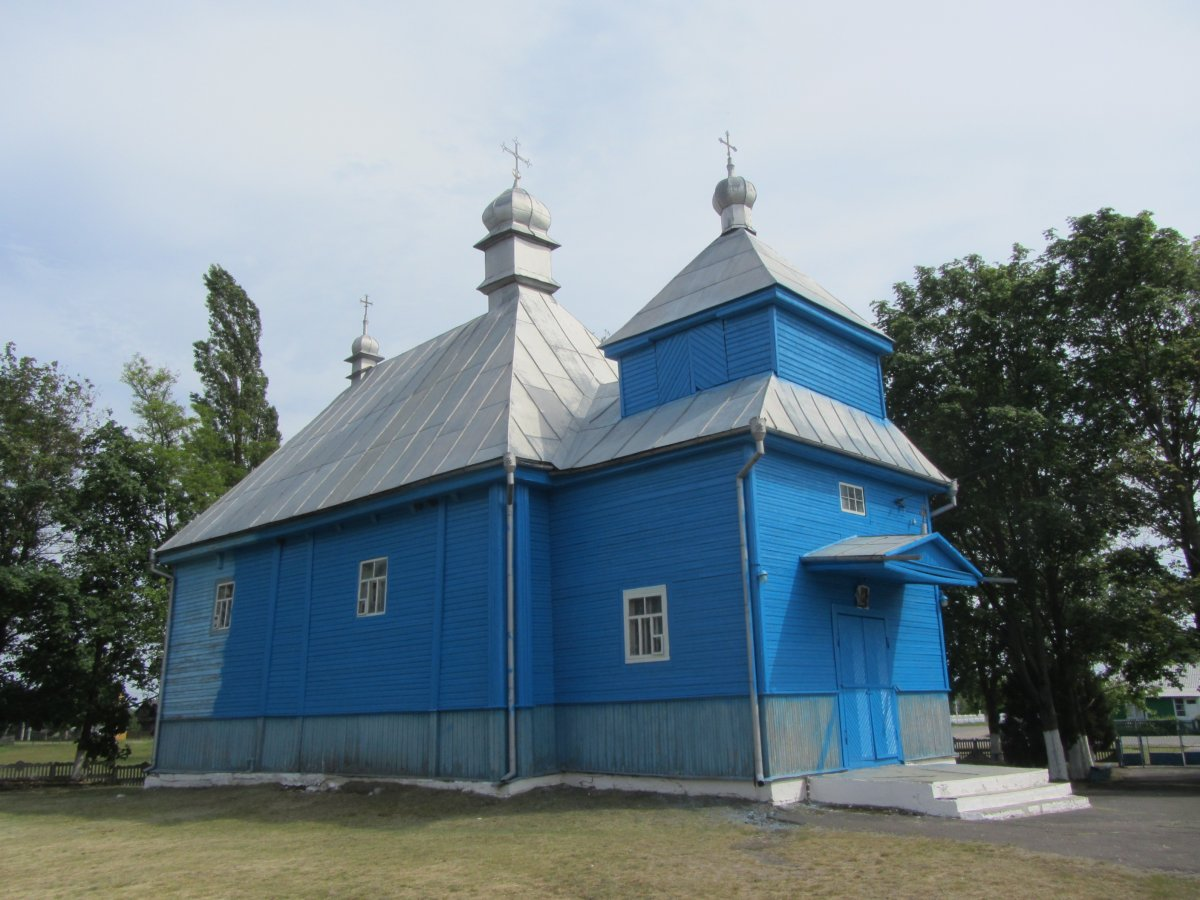
Свято-Троицкая церковь в Городная
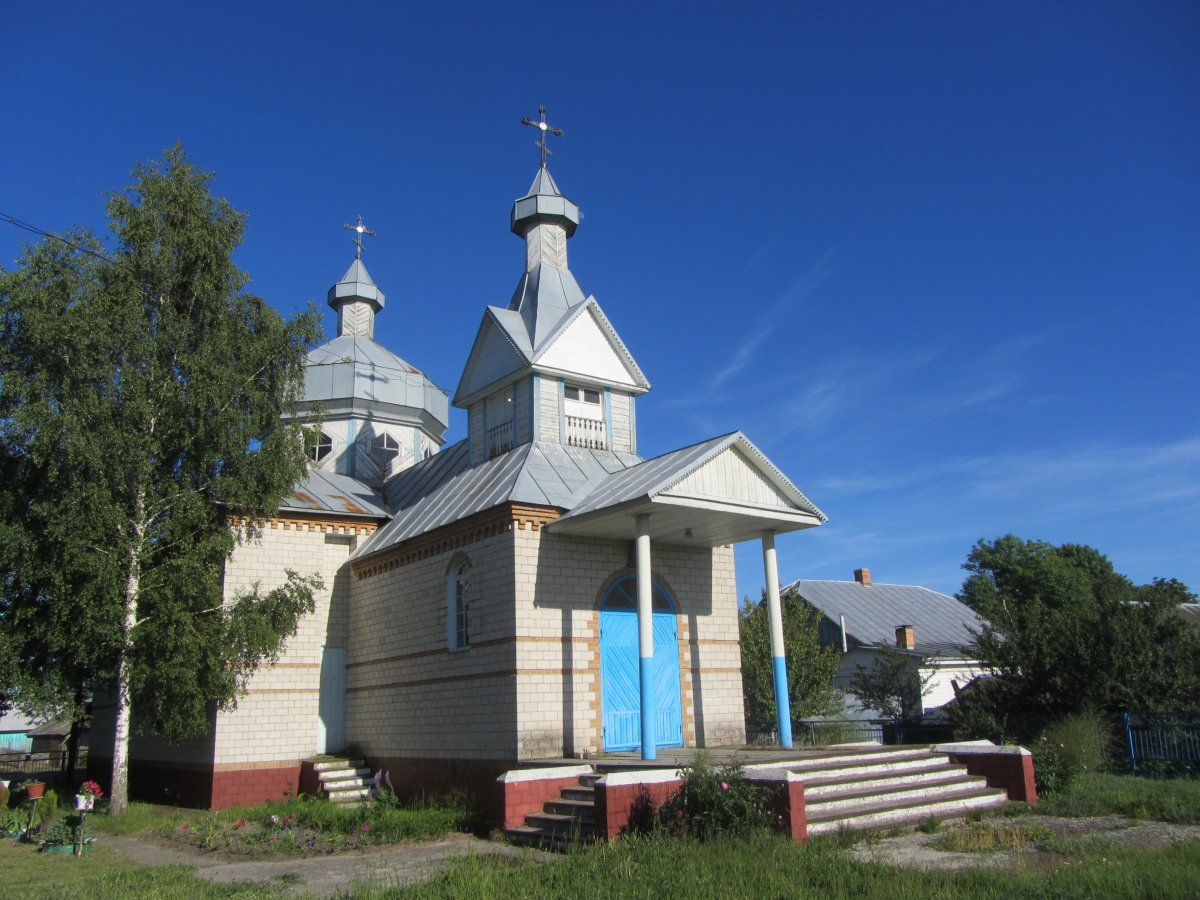
Церковь Святой Иулиании Ольшанской в Ольшаны
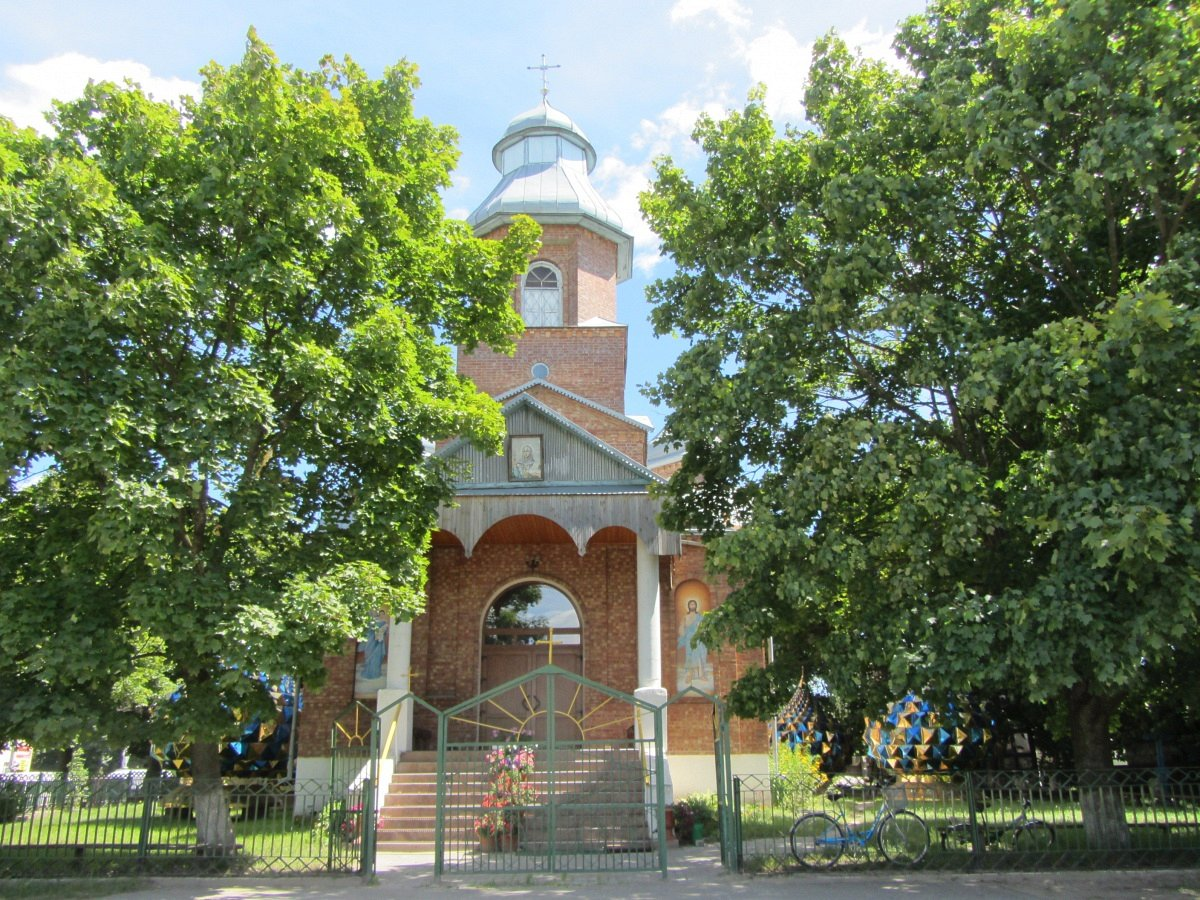
Церковь Св. Параскевы Пятницы в Ольшаны
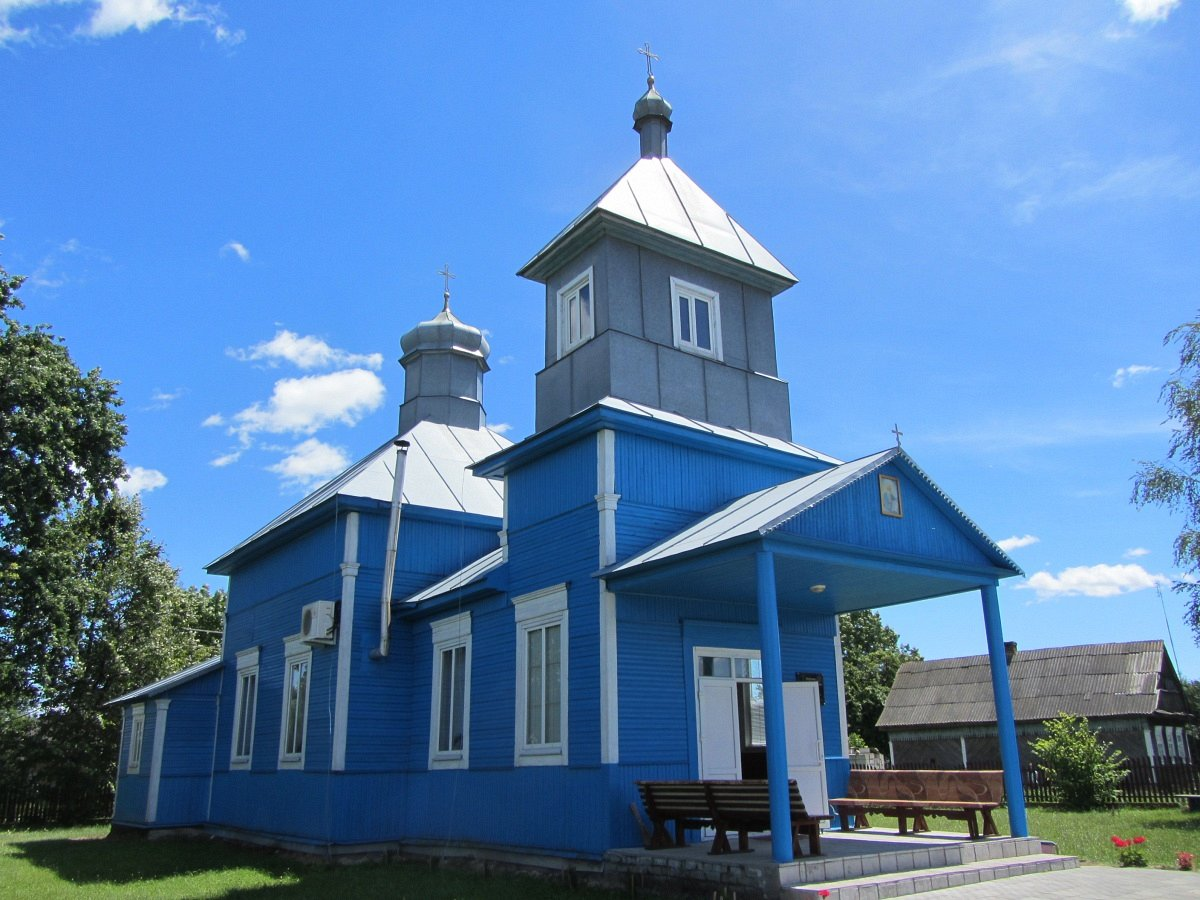
Церковь Св. Иоанна Богослова в Семигостичи
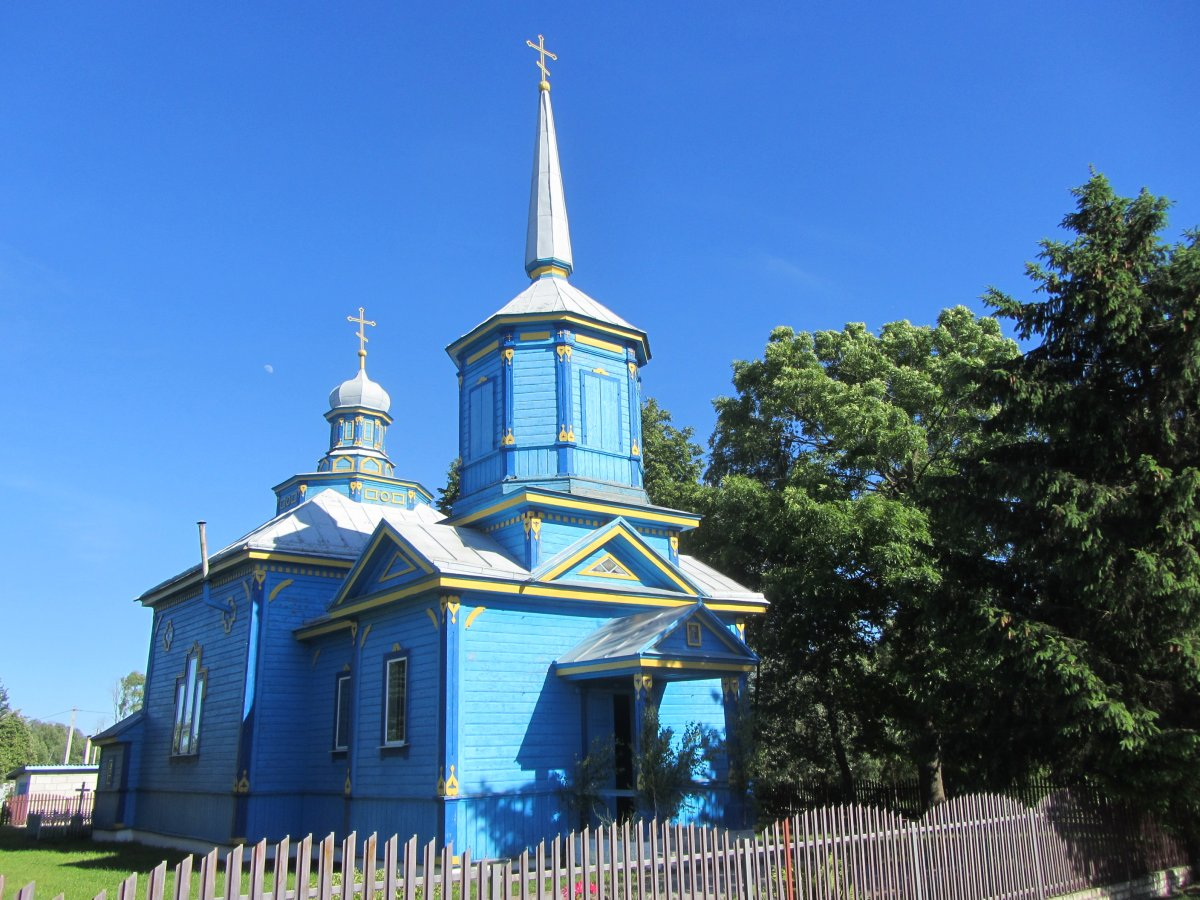
Церковь Святой Троицы в Оздамичи
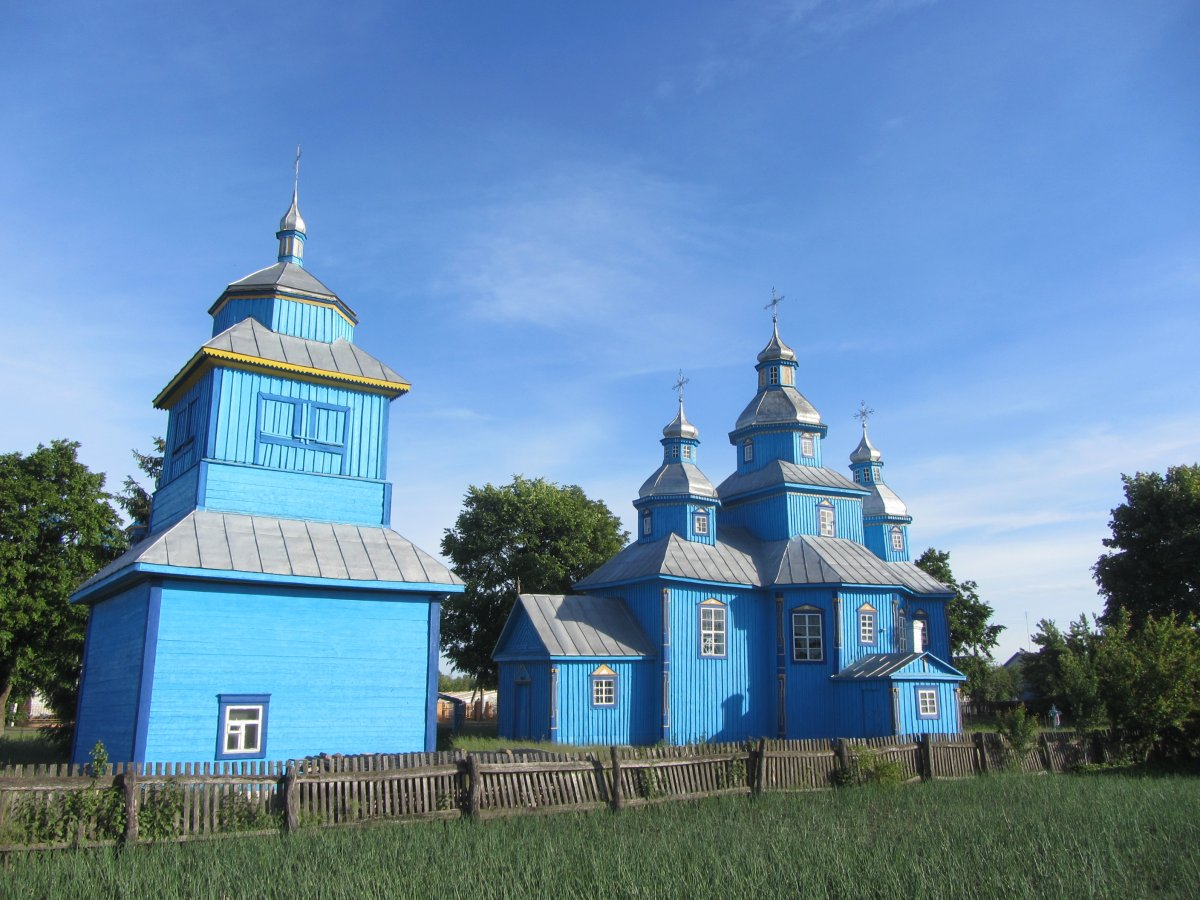
Церковь Св. Михаила Архангела в аг. Рубель
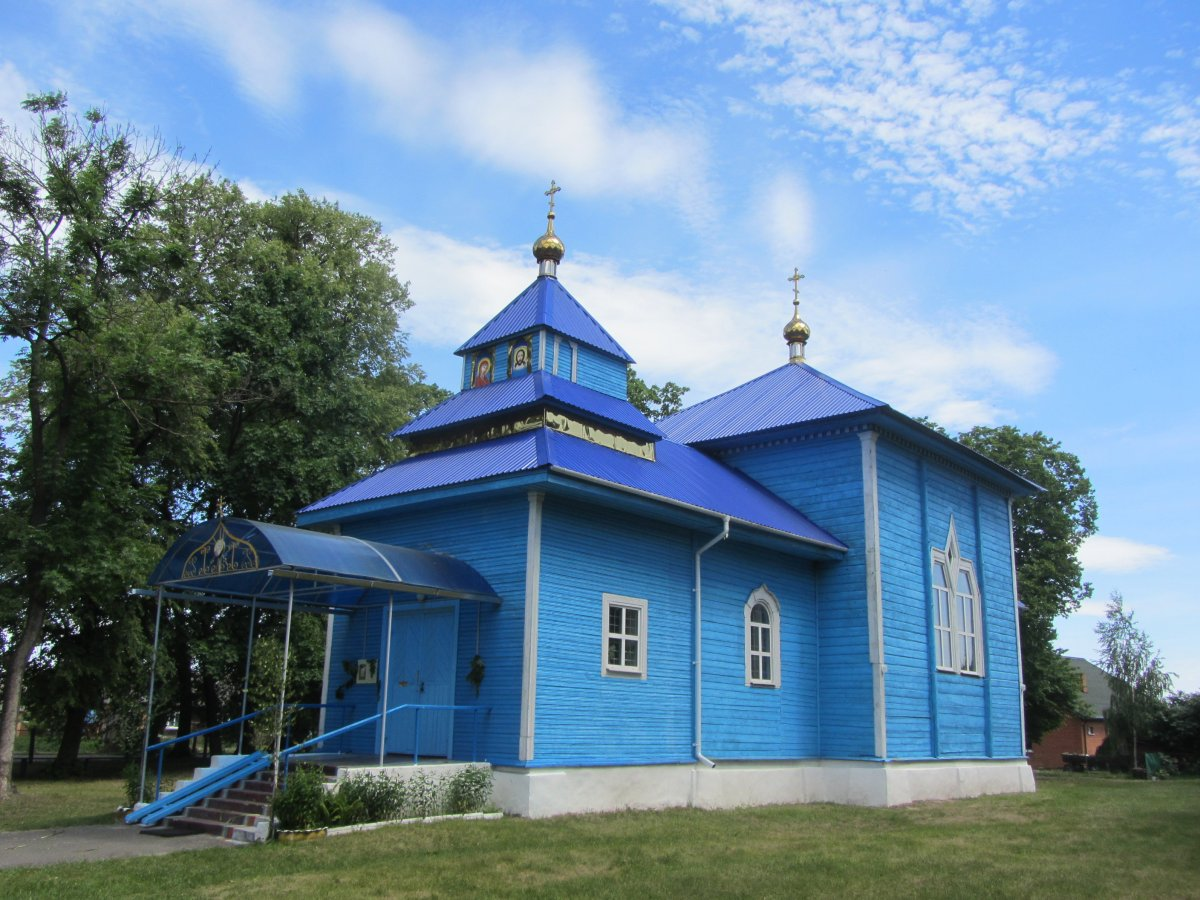
Свято-Ильинская церковь в Нижний Теребежов
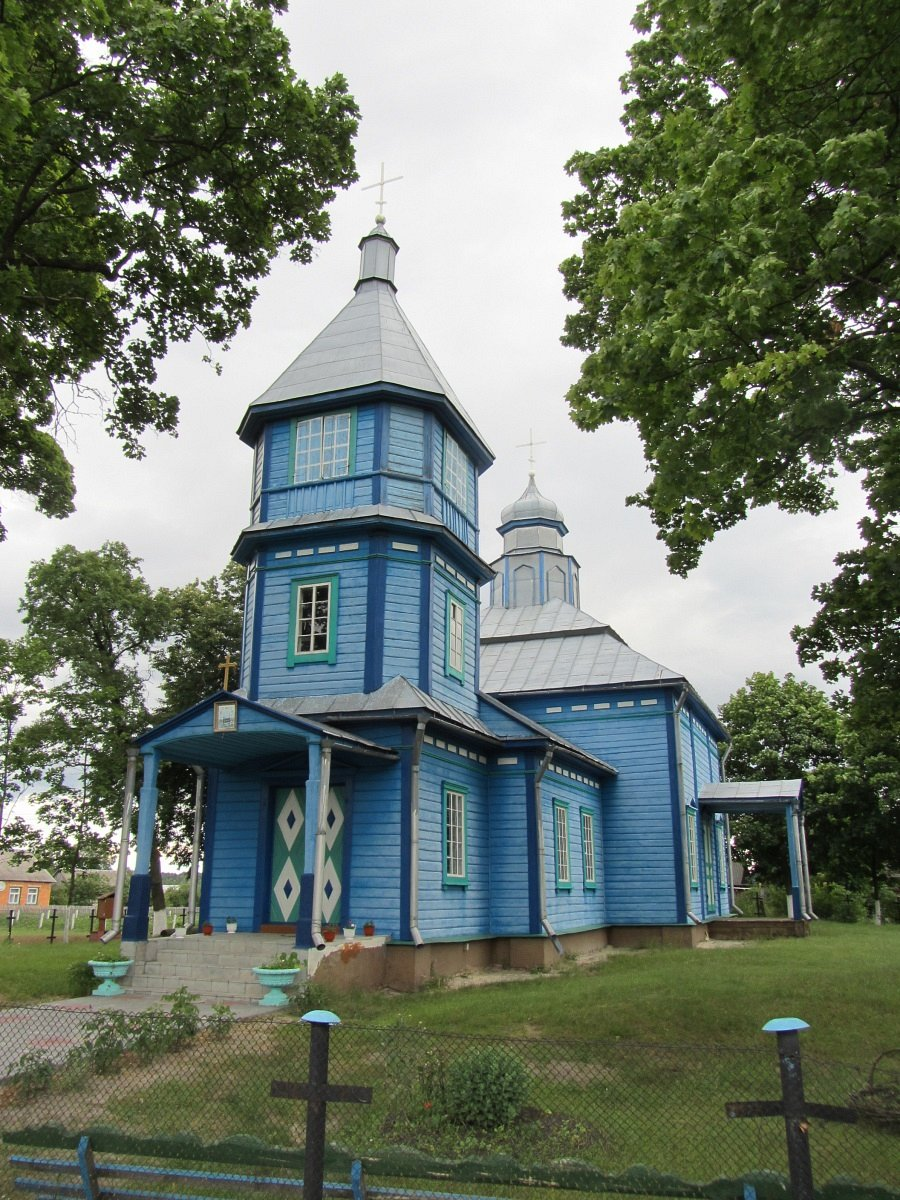
Деревянная Воскресенская церковь в Ольманы
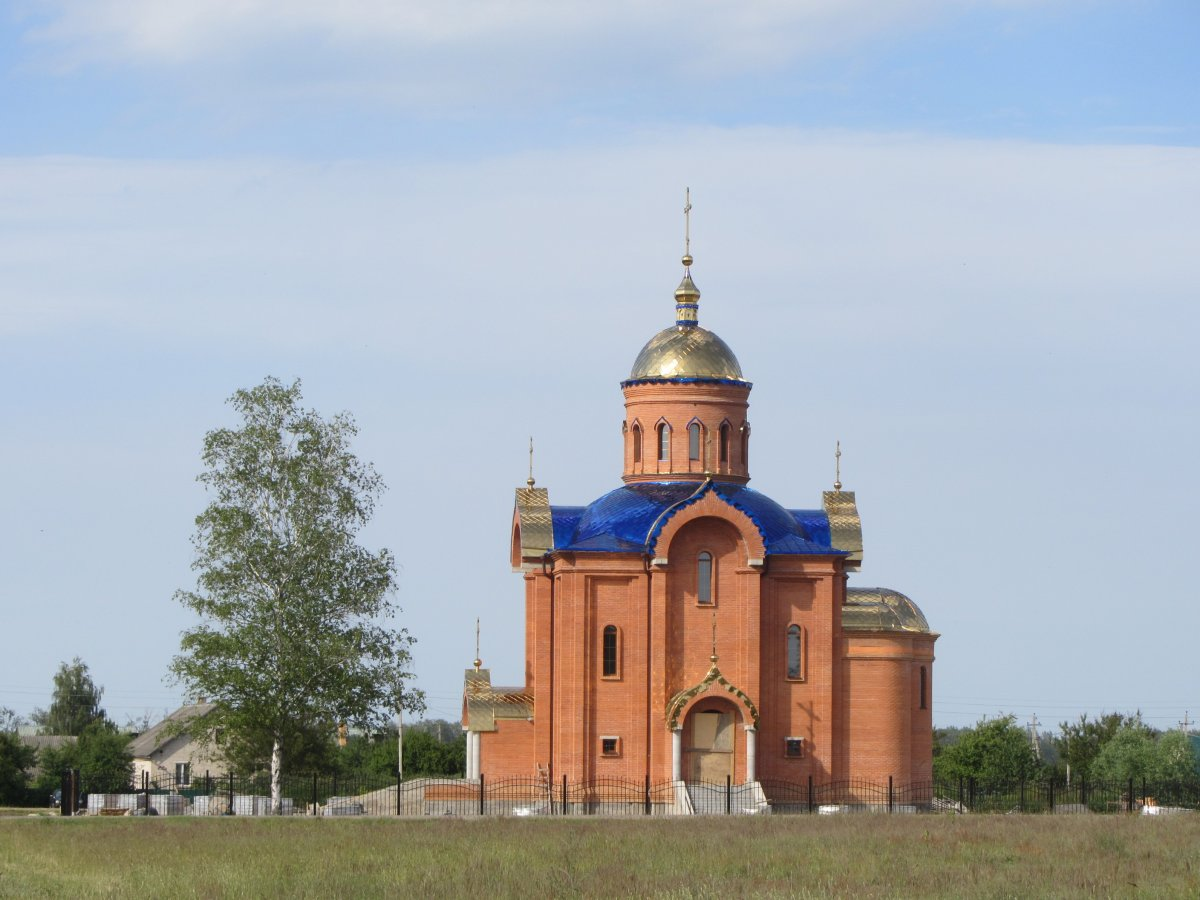
Православная церковь в Федоры

## СМИ
Издаётся районная газета «Навіны Палесся».